# Thierno Ballo
Thierno Mamadou Lamarana Ballo (Abidjan, 2 gennaio 2002) è un calciatore austriaco, attaccante del Wolfsberger.

## Carriera

### Club
Cresciuto nel settore giovanile del Chelsea, il 31 agosto 2021 viene ceduto in prestito al Rapid Vienna; debutta il 23 settembre in occasione dell'incontro di ÖFB-Cup vinto 2-1 contro l'Admira Wacker M..
L'11 luglio 2022 viene acquistato dal Wolfsberger.

### Nazionale
Ha giocato nelle nazionali giovanili austriache Under-15, Under-16, Under-17, Under-18, Under-19 ed Under-21.
Il 21 maggio 2024 è stato convocato per la prima volta in nazionale maggiore venendo inserito nella lista dei pre-convocati per gli Europei; in un secondo momento è stato tagliato dalla lista stessa, non partecipando quindi alla manifestazione.
Il 10 giugno 2025 esordisce in nazionale maggiore nel successo esterno contro San Marino (0-4).

## Statistiche
Statistiche aggiornate al 25 novembre 2021.

### Presenze e reti nei club
| Stagione        | Squadra         | Campionato      | Campionato | Campionato | Coppe nazionali | Coppe nazionali | Coppe nazionali | Coppe continentali | Coppe continentali | Coppe continentali | Altre coppe | Altre coppe | Altre coppe | Totale | Totale | Totale |
| Stagione        | Squadra         | Comp            | Pres       | Reti       | Comp            | Pres            | Reti            | Comp               | Pres               | Reti               | Comp        | Pres        | Reti        | Pres   | Reti   |        |
| --------------- | --------------- | --------------- | ---------- | ---------- | --------------- | --------------- | --------------- | ------------------ | ------------------ | ------------------ | ----------- | ----------- | ----------- | ------ | ------ | ------ |
| 2021-2022       | Rapid Vienna    | BL              | 7          | 0          | CA              | 2               | 0               | UCL+UEL            | 0+3                | 0                  |             | -           | -           | 12     | 0      |        |
| Totale carriera | Totale carriera | Totale carriera | 7          | 0          |                 | 2               | 0               |                    | 3                  | 0                  |             | -           | -           | 12     | 0      |        |

### Cronologia presenze e reti in nazionale
| Cronologia completa delle presenze e delle reti in nazionale ― Austria | Cronologia completa delle presenze e delle reti in nazionale ― Austria | Cronologia completa delle presenze e delle reti in nazionale ― Austria | Cronologia completa delle presenze e delle reti in nazionale ― Austria | Cronologia completa delle presenze e delle reti in nazionale ― Austria | Cronologia completa delle presenze e delle reti in nazionale ― Austria | Cronologia completa delle presenze e delle reti in nazionale ― Austria | Cronologia completa delle presenze e delle reti in nazionale ― Austria |
| Data                                                                   | Città                                                                  | In casa                                                                | Risultato                                                              | Ospiti                                                                 | Competizione                                                           | Reti                                                                   | Note                                                                   |
| ---------------------------------------------------------------------- | ---------------------------------------------------------------------- | ---------------------------------------------------------------------- | ---------------------------------------------------------------------- | ---------------------------------------------------------------------- | ---------------------------------------------------------------------- | ---------------------------------------------------------------------- | ---------------------------------------------------------------------- |
| 10-6-2025                                                              | Serravalle                                                             | San Marino                                                             | 0 – 4                                                                  | Austria                                                                | Qual. Mondiali 2026                                                    | -                                                                      | 46’                                                                    |
| Totale                                                                 |                                                                        | Presenze                                                               | 1                                                                      |                                                                        | Reti                                                                   | 0                                                                      |                                                                        |

## Palmarès

### Club

#### Competizioni nazionali
- Coppa d'Austria: 1

Wolfsberger: 2024-2025